# Communauté de communes Mâconnais-Tournugeois
La  Communauté de communes Mâconnais-Tournugeois  est une communauté de communes française, située dans le département de Saône-et-Loire en région Bourgogne-Franche-Comté.

## Historique
La communauté de communes est créée le 1er janvier 2017, avec la mise en place du nouveau schéma départemental de coopération intercommunale.
Elle résulte de la fusion de deux communautés de communes :
- la Communauté de communes du Tournugeois (regroupant douze communes du Tournugeois, siège à Tournus) ;
- la Communauté de communes du Mâconnais-Val-de-Saône (regroupant douze communes du Haut-Mâconnais, siège à Lugny).

## Territoire communautaire

### Géographie
Vingt-quatre communes composent la communauté de communes, réparties entre la rive droite de la Saône et les monts du Mâconnais, entre Haut-Mâconnais et le Tournugeois.

### Composition
La communauté de communes est composée des 24 communes suivantes :

| Nom                       | Code Insee | Gentilé        | Superficie (km2) | Population (dernière pop. légale) | Densité (hab./km2) |
| ------------------------- | ---------- | -------------- | ---------------- | --------------------------------- | ------------------ |
| Tournus (siège)           | 71543      | Tournusiens    | 14,62            | 5 702 (2022)                      | 390                |
| Bissy-la-Mâconnaise       | 71035      | Bissillons     | 4,96             | 203 (2022)                        | 41                 |
| Burgy                     | 71066      | Burgerons      | 2,87             | 114 (2022)                        | 40                 |
| La Chapelle-sous-Brancion | 71094      |                | 9,94             | 142 (2022)                        | 14                 |
| Chardonnay                | 71100      | Charneurons    | 6,37             | 206 (2022)                        | 32                 |
| Clessé                    | 71135      | Clesséens      | 10,06            | 834 (2022)                        | 83                 |
| Cruzille                  | 71156      | Cruzillois     | 11,11            | 264 (2022)                        | 24                 |
| Farges-lès-Mâcon          | 71195      | Fargeats       | 5,73             | 223 (2022)                        | 39                 |
| Fleurville                | 71591      | Fleurvillois   | 3,91             | 495 (2022)                        | 127                |
| Grevilly                  | 71226      | Grevillons     | 2,65             | 26 (2022)                         | 9,8                |
| Lacrost                   | 71248      | Crotais        | 10,53            | 695 (2022)                        | 66                 |
| Lugny                     | 71267      | Lugnisois      | 13,88            | 848 (2022)                        | 61                 |
| Martailly-lès-Brancion    | 71284      | Martaillons    | 8,85             | 124 (2022)                        | 14                 |
| Montbellet                | 71305      | Montbellois    | 19,78            | 864 (2022)                        | 44                 |
| Ozenay                    | 71338      | Ozenayons      | 13,31            | 231 (2022)                        | 17                 |
| Plottes                   | 71353      | Piottats       | 10,07            | 554 (2022)                        | 55                 |
| Préty                     | 71359      | Prétrons       | 12,4             | 583 (2022)                        | 47                 |
| Royer                     | 71377      |                | 5,89             | 138 (2022)                        | 23                 |
| Saint-Albain              | 71383      | Saint-Albinois | 5,64             | 548 (2022)                        | 97                 |
| Saint-Gengoux-de-Scissé   | 71416      | Scisséens      | 10,9             | 593 (2022)                        | 54                 |
| La Truchère               | 71549      |                | 5,09             | 204 (2022)                        | 40                 |
| Uchizy                    | 71550      | Chizerots      | 12,49            | 812 (2022)                        | 65                 |
| Le Villars                | 71576      |                | 5,58             | 285 (2022)                        | 51                 |
| Viré                      | 71584      | Viréens        | 11,28            | 1 218 (2022)                      | 108                |

## Administration

### Siège
Le siège de la communauté de communes est situé à Tournus (zone d'activité du Pas Fleury - BP 75 - 71700 Tournus - 03 85 51 05 56).

### Les élus
La communauté de communes est gérée par un conseil communautaire composé de quarante et un membres représentant chacune des communes membres et élus pour une durée de six ans.
Ils sont répartis comme suit :
| Nombre de délégués | Communes |
| ------------------ | --- |
| 13                 | Tournus |
| 2                  | Clessé, Lugny, Montbellet, Uchizy et Viré |
| 1                  | Bissy-la-Mâconnaise, Burgy, La Chapelle-sous-Brancion, Chardonnay, Cruzille, Farges-lès-Mâcon, Fleurville, Grevilly, Lacrost, Martailly-lès-Brancion, Ozenay, Plottes, Préty, Royer, Saint-Albain, Saint-Gengoux-de-Scissé, La Truchère et Le Villars. |

### Présidence et vice-présidences
| Période      | Période      | Identité           | Étiquette | Qualité                        |
| ------------ | ------------ | ------------------ | --------- | ------------------------------ |
| Janvier 2017 | Juillet 2020 | Catherine Gabrelle | app.MoDem | Maire de Royer                 |
| Juillet 2020 | En cours     | Christophe Ravot   |           | 5e adjoint au maire de Tournus |

Sont vice-présidents de la communauté de communes (élus en juillet 2020) :
- 1er : Patricia Clément, maire de Fleurville (enfance, famille, action sociale) ;
- 2e : Julien Farama, adjoint au maire de Tournus (tourisme et communication) ;
- 3e : Guy Perret, adjoint au maire de Plottes (finances) ;
- 4e : Bertrand Veau, maire de Tournus (planification et projet de territoire) ;
- 5e : Guy Galéa, maire de Lugny (équipements, entretien des bâtiments, assainissement et GEMAPI) ;
- 6e : Patrick Desroches, maire de Viré (développement économique) ;
- 7e : Gaëlle Saint-Hilary, adjointe au maire de Tournus (environnement).
- 8e: René Varin, conseiller délégué à Tournus (numérique)

### Compétences
L'intercommunalité exerce des compétences qui lui sont déléguées par les communes membres.

### Régime fiscal et budget

#### 2024
Pour l'année 2024, la communauté de communes a un budget principal s'élevant à 18 054 322 euros. 
Ce budget équilibré dans ses dépenses et ses recettes se répartit comme suit : 
- pour les dépenses : 6 782 396 euros en investissement (résultats antérieurs, dépenses d'équipements, emprunt, subventions d'équipement, autres charges) et 11 271 926 euros en fonctionnement (charges de personnel, charges à caractère général, charges de gestion courante, charges financières, autres charges, autofinancement) ;
- pour les recettes : 6 782 396 euros en investissement (autofinancement, subventions, autres recettes) et 11 271 926 euros en fonctionnement (dotations et participations, produits de services, fiscalité, autres recettes, résultats antérieurs).

#### 2021
À titre de comparaison, la communauté de communes avait un budget qui s'élèvait en 2021 à 12 632 905 euros. 
Ce budget se répartissait comme suit :
- 9 183 993 euros en fonctionnement ;
- 3 448 912 euros en investissement.

Ces dépenses étaient consacrées aux postes suivants : 
- environnement, traitement des déchets ;
- enfance jeunesse ;
- administration générale ;
- amortissements et provisions ;
- tourisme, culture, office de tourisme ;
- sport et loisirs ;
- développement économique ;
- action sociale, aides à l'emploi et au maintien à domicile ;
- remboursement emprunt très haut débit.

En 2021 toujours, les recettes par nature étaient les suivantes :
- 7 792 444 euros en fonctionnement ;
- 2 898 912 euros en investissement.

#### 2018
En 2018, les principales dépenses ont porté sur (par ordre décroissant) :
- l'internet très haut débit ;
- l'office de tourisme intercommunal ;
- les fonds de concours ;
- le matériel et l'outillage ;
- le remboursement d'emprunts ;
- le plan local d'urbanisme intercommunal (PLUi).

#### 2017
En 2017, ce budget avait été le suivant :
- 7 382 963,62 euros de dépenses d'exploitation ;
- 9 695 995,53 euros de recettes d'exploitation.

## Projets et réalisations
- 2021 : transfert de l'office de tourisme intercommunal dans de nouveaux locaux, place de l'Abbaye.
- 2023 : mise en place d'un plan local d'urbanisme intercommunal (PLUI), démarche prescrite le 23 février 2017 par le conseil communautaire et finalisée fin 2023[4] (date d'entrée en vigueur : le  12 mars 2024).

## Publication
La communauté de communes édite deux fois par an (au début de l'été et en fin d'année) un bulletin intercommunal, intitulé Le bulletin intercommunal du Mâconnais-Tournugeois et distribué en boîtes aux lettres.
La dernière parution de ce bulletin semestriel date de : juillet 2024.

### Sources
- Schéma départemental de coopération intercommunale - Préfecture de Saône-et-Loire